# Гайлер, Дэвид
Де́вид Га́йлер (англ. David Giler; 23 июля 1943, Нью-Йорк, Нью-Йорк — 19 декабря 2020, Бангкок) — американский сценарист, кинематографист, который начал деятельность в киноиндустрии в начале 1960-x годов.
Начал свою карьеру в качестве сценариста, обеспечивая сценарии для такой телепередачи, как «Человек из U.N.C.L.E.». Затем он начал писать сценарии для кино в 1970-х, включая такие фильмы, как «Заговор «Параллакс»» и оригинальную версию фильма «Забавные приключения Дика и Джейн».
Затем он помог Уолтеру Хиллу создать фильм ужасов «Чужой» в 1979 году, за который, возможно, он наиболее знаком.
Гайлер работал с Хиллом ещё в других проектах, включая продолжение франшизы «Чужой». Они оба были ответственны за финал и переделку сюжета «Чужого 3», в котором убиты Бишоп, Хикс и Ньют, персонажи фильма «Чужие».
Девид Кевин Гайлер умер 19 декабря 2020 года от рака у себя дома в Бангкоке, Таиланд.

## Фильмография

### Кинематограф
| Год  | Фильм                             | Режиссёр | Сценарист | Продюсер       | Примечания                                |
| ---- | --------------------------------- | -------- | --------- | -------------- | ----------------------------------------- |
| 1970 | Майра Брекинридж                  |          | Да        |                | Также не указанный в титрах продюсер      |
| 1974 | Заговор «Параллакс»               |          | Да        |                |                                           |
| 1975 | Чёрная птица                      | Да       | Да        |                |                                           |
| 1977 | Забавные приключения Дика и Джейн |          | Да        |                |                                           |
| 1979 | Чужой                             |          |           | Да             | Также не указанный в титрах скрипт-доктор |
| 1981 | Южное гостеприимство              |          | Да        | Да             |                                           |
| 1985 | Ковбойская рапсодия               |          |           | Да             |                                           |
| 1986 | Долговая яма                      |          | Да        | Исполнительный |                                           |
| 1986 | Чужие                             |          | Сюжет     | Исполнительный |                                           |
| 1989 | Скачи во весь опор!               |          |           | Да             |                                           |
| 1992 | Чужой 3                           |          | Да        | Да             |                                           |
| 1995 | Байки из склепа: Демон ночи       |          |           | Исполнительный |                                           |
| 1996 | Байки из склепа: Кровавый бордель |          |           | Исполнительный |                                           |
| 1997 | Чужой: Воскрешение                |          |           | Да             |                                           |
| 2002 | Обсуждению не подлежит            |          | Да        | Да             |                                           |
| 2002 | Ритуал                            |          |           | Да             |                                           |
| 2004 | Чужой против Хищника              |          |           | Да             |                                           |
| 2007 | Чужие против Хищника: Реквием     |          |           | Да             |                                           |
| 2012 | Прометей                          |          |           | Да             |                                           |
| 2017 | Чужой: Завет                      |          |           | Да             |                                           |

Также в качестве не указанного в титрах сценариста участвовал в  фильмах «Карта лошади» (1971) и «Полицейский из Беверли-Хиллз 2» (1987).

### Телевидение
| Год       | Название                  | Сценарист | Продюсер       | Примечания                                 |
| --------- | ------------------------- | --------- | -------------- | ------------------------------------------ |
| 1962      | Галантные мужчины         | Да        |                | Эпизод: "Финальный сигнал"                 |
| 1964      | Театр создателей саспенса | Да        |                | Эпизод: "Левиафан 5"                       |
| 1965      | Закон Берка               | Да        |                | Эпизод: «Кто убил всадника на белом коне?» |
| 1967      | Девушка из А.Н.К.Л        | Да        |                | Эпизод: "Дело низкого голубого C"          |
| 1967      | Агенты А.Н.К.Л            | Да        |                | Эпизод: "Дело Маттерхорна"                 |
| 1969      | Смелые юристы             | Сюжет     |                | Эпизод: "Удовлетворённая толпа"            |
| 1989-1996 | Байки из склепа           |           | Исполнительный | 93 эпизода                                 |
| 1992      | Истории о сильных людях   |           | Исполнительный | Телефильм                                  |
| 1993-1994 | Байки хранителя склепа    |           | Исполнительный | 5 эпизодов                                 |
| 1994      | Мятежное шоссе            |           | Да             | 4 эпизода                                  |
| 1995      | C.T.Р.А.Н.Н.Ы.Й мир       |           | Исполнительный | Телефильм                                  |
| 1997      | Причуды науки             |           | Исполнительный | 10 эпизодов                                |